# Melvin Manhoef
Melvin Manhoef (* 11. Mai 1976 in Paramaribo, Suriname) ist ein niederländisch-surinamischer Muay-Thai-Kickboxer sowie Mixed-Martial-Arts-Kämpfer.
Merkmale seines Kampfstils sind Aggressivität und seine enorme Schlagkraft. Er trainiert derzeit in Amsterdam.

## Biografie
Manhoef wurde in Paramaribo, der Hauptstadt Surinams geboren. Im Alter von drei Jahren zogen er und seine Familie in die Niederlande nach Rotterdam. In seiner Jugendzeit spielte er noch lieber Fußball, bis sein jüngerer Bruder Moreno ihm die Muay-Thai-Kampfkunst näherbrachte. Rasch meldete er sich schließlich im Fitnessstudio der Stadt Zaandam an und begann dort mit professionellem Training.
Mit 18 Jahren hatte Manhoef seinen ersten Kampf, der per Punktentscheid an ihn ging.
Im Laufe seiner Karriere konnte sich Manhoef vier Titel im MMA und Kickboxen sichern. Er tritt regelmäßig bei K-1-, Dream- und It's-Showtime-Veranstaltungen an. Neben den Titeln waren seine mehrmaligen Teilnahmen an den K-1 World Grand Prix Finales seine größten Erfolge.